# Gevlekte bakerhaai
De gevlekte bakerhaai of Australische tapijthaai (Orectolobus maculatus) is een vis uit de familie der wobbegongs (Orectolobidae), orde van bakerhaaien (Orectolobiformes).

## Kenmerken
Deze vis heeft een afgeplat lichaam met een gecompliceerde tekening met lichte ringen en donkere zadelvlekken op een olijfgroene ondergrond. Rond zijn snuit bevinden zich wiervormige huidflapjes, die dienen als tastdraden en allerlei dieren aantrekken. De vis kan een lengte bereiken van 320 centimeter.

## Leefwijze
Deze traag zwemmende haai is geen actieve jager. Hij wacht op de bodem op een passerende prooi en overvalt deze dan. Dit dier is meestal vreedzaam, maar als erop wordt getrapt, kan hij ernstige bijtwonden toebrengen. Kreeftachtigen en inktvissen zwemmen vaak regelrecht zijn geopende muil binnen.

## Leefomgeving
De gevlekte bakerhaai is een zoutwatervis. De soort prefereert een gematigd klimaat en leeft hoofdzakelijk in de Indische Oceaan op dieptes tussen 0 en 110 meter, maar komt ook voor in de Atlantische en Grote Oceaan.

## Relatie tot de mens
De gevlekte bakerhaai is voor de visserij van beperkt commercieel belang. In de hengelsport wordt er weinig op de vis gejaagd.